# Ingrid Wettberg

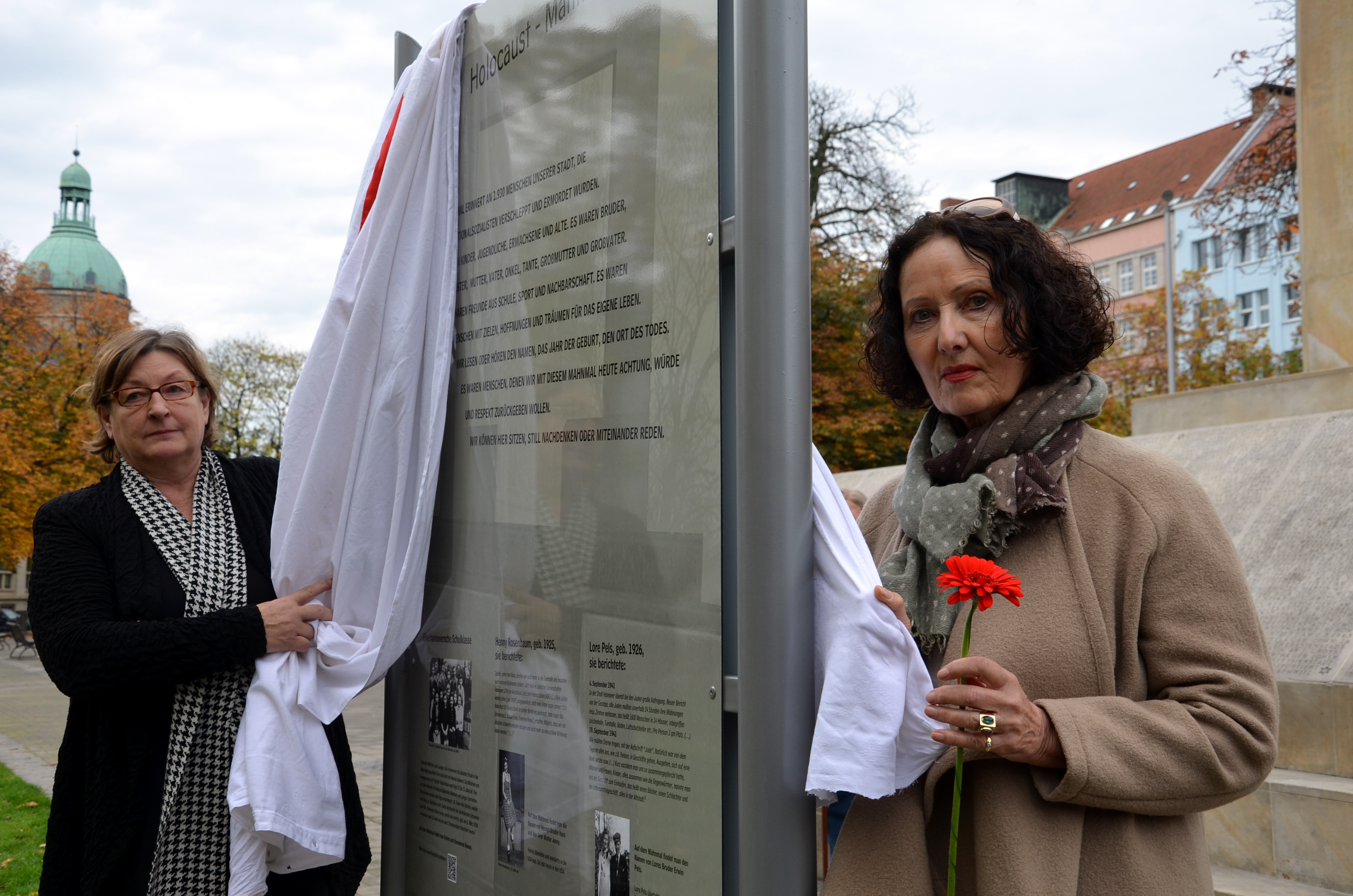
Ingrid Wettberg (rechts), hier mit Kultur- und Schuldezernentin Marlis Drevermann bei der Enthüllung der Informationstafel zum Mahnmal für die ermordeten Juden Hannovers

Ingrid Wettberg war Vorsitzende der Liberalen Jüdischen Gemeinde Hannover von 1999 bis 2020.

## Werdegang
Wettberg stammt aus Hanau und kam Mitte der 1970er Jahre nach Hannover. Dort arbeitete sie unter anderem als Dozentin an Volkshochschulen und für Burda. 1999 wurde sie zur Vorsitzenden der Liberalen Jüdischen Gemeinde Hannover gewählt. Mitte 2020 trat sie nicht wieder bei den Wahlen zum Gemeindevorstand an. 
Während ihrer Amtszeit wurde im Januar 2009 im Hannoveraner Stadtteil Leinhausen der Neubau einer eigenen Synagoge mit angeschlossenem Gemeindezentrum eingeweiht. Im Mai 2012 wurde die Jüdische Bibliothek Hannover eröffnet.
Sie ist Mitglied im Vorstand des Vereines Begegnung – Christen und Juden in Niedersachsen.

## Privates
Das Brüder-Schönfeld-Forum sowie das Brüder-Schönfeld-Haus in Maintal-Dörnigheim sind nach Ingrid Wettbergs Großcousins, Horst und Gerhard, benannt, die wie ein Großteil der Familie im Holocaust ermordet wurden. Die Schauspielerin Mariah K. Friedrich ist Wettbergs Schwiegertochter.

## Auszeichnungen
Für ihren vielfältigen ehrenamtlichen Einsatz in der Jüdischen Gemeinde und im interreligiösen Dialog wurde sie im Juni 2006 mit der Stadtplakette Hannover und im Dezember 2012 mit dem Verdienstkreuz am Bande der Bundesrepublik Deutschland ausgezeichnet.

## Sonstiges
Am 28. November 2013 wurde sie während einer Podiumsdiskussion im Haus der Region von einem mutmaßlichen Rechtsradikalen öffentlich antisemitisch beschimpft.